# Ian St John
Ian St John (7 de juny de 1938 - 1 de març de 2021) fou un futbolista escocès de la dècada de 1960.
Fou 21 cops internacional amb la selecció d'Escòcia. Pel que fa a clubs, defensà els colors de Motherwell, Liverpool FC, Coventry City FC i Tranmere Rovers.

## Palmarès
Liverpool
- Football League First Division (2): 1963-64, 1965-66
- Football League Second Division (1): 1961-62
- FA Cup (1): 1964-65
- FA Charity Shield (3): 1964, 1965, 1966